# Canon de Ptolémée

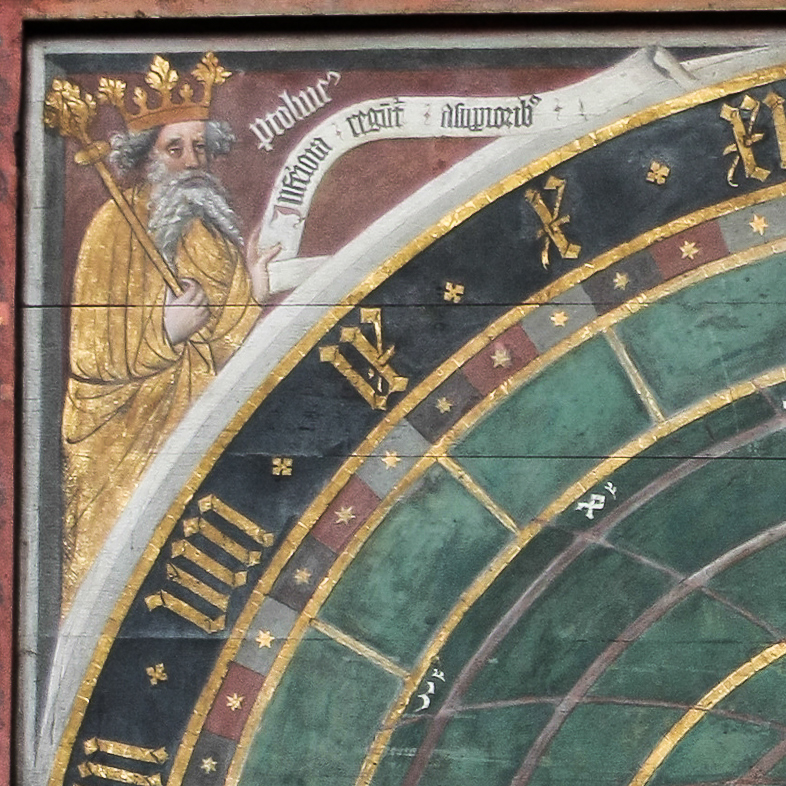
Ptolémée sur l'horloge astronomique de l'église Saint Nicolas de Stralsund en Allemagne.

Le Canon de Ptolémée, appelé aussi Canon des rois est une liste chronologique de rois, utilisée par les astronomes anciens pour dater les événements astronomiques tels que les éclipses. Elle fut consignée par l'astronome grec Claude Ptolémée et constitue l'un des documents les plus importants pour la connaissance de la Chronologie du Moyen-Orient ancien.
Le Canon de Ptolémée hérite d'anciennes sources babyloniennes. Il énumère les rois de Babylone depuis 747 av. J.-C. jusqu'à la conquête de Babylone par les Perses en 543 av. J.-C., puis les rois de Perse de 538 à 332 av. J.-C. Le Canon fut alors continué par les astronomes grecs d'Alexandrie et liste les rois de Macédoine de 331 à 305 av. J.-C., les Ptolémées (ou Lagides) de 304 à 30 av. J.-C., puis les empereurs romains et les empereurs byzantins ; certains manuscrits poursuivent la liste jusqu'à la chute de Constantinople en 1453.
Le Canon compte en années entières de 365 jours exactement, selon le Calendrier de l'Égypte antique. Ceci a deux conséquences :
1. la première est que les dates de début ou de fin de règne d'un monarque sont rapportées au début ou à la fin de l'année égyptienne, laquelle se décale d'un jour tous les quatre ans par rapport au calendrier julien[2] ;
2. la seconde est que cette liste de rois est très simplifiée : les monarques qui régnèrent moins d'un an ne sont pas mentionnés et un seul roi est nommé les années où régnèrent plusieurs rois. Généralement, lorsqu'un roi meurt en cours d'année, l'année entière lui est attribuée, mais cette pratique n'est pas constante.

Noter que pour deux périodes babyloniennes aucun roi n'est mentionné :
- la première est une période où la légitimité du monarque en titre n'est pas reconnue par le compilateur ;
- la seconde période commence l'année du sac de Babylone par Sennacherib, roi d'Assyrie et se termine l'année de sa restauration par Assarhaddon[2].

Les historiens acceptent généralement l'historicité du Canon de Ptolémée ; celui-ci constitue, à partir de 747 av. J.-C., l'armature à laquelle toutes les autres chronologies du Moyen-Orient sont ancrées. Ce n'est toutefois pas l'unique source chronologique : la plupart des noms de monarques, la longueur de leur règne, a pu être vérifiée ou précisée indépendamment à partir de sources archéologiques (monnaies, annales, épigraphie).

## Rois de Babylone, 747–539av. J.-C.
- Nabonassar (Nabonassáros) : 747–734 av. J.-C.
- Nabu-nadin-zeri (Nadíos) : 733–732 av. J.-C.
- Nabu-mukin-zeri (Khinzêr) et Teglath-Phalasar III (Póros) : 731–727 av. J.-C.
- Salmanazar V (Iloulaíos) : 726–722 av. J.-C.
- Merodach-Baladan II (Mardokempádos) : 721–710 av. J.-C.
- Sargon II (Arkeanós) : 709–705 av. J.-C.
- Sans roi : 704–703 av. J.-C.
- Bel-ibni (Bilíbos) : 702–700 av. J.-C.
- Assur-nadin-shumi (Aparanadíos) : 699–694 av. J.-C.
- Nergal-ushezib (Rhegebélos) : 693 av. J.-C.
- Mushezib-Marduk (Mesêsimordákos) : 692–689 av. J.-C.
- Sans roi : 688–681 av. J.-C.
- Assarhaddon (Asaradínos) : 680–668 av. J.-C.
- Shamash-shum-ukin (Saosdoukhínos) : 667–648 av. J.-C.
- Kandalanu (Kinêladános) : 647–626 av. J.-C.
- Nabopolassar (Nabopolassáros) : 625–605 av. J.-C.
- Nabuchodonosor II (Nabokolassáros) : 604–562 av. J.-C.
- Amel-Marduk (Illoaroudámos) : 561–560 av. J.-C.
- Neriglissar (Nêrigasolassáros) : 559–556 av. J.-C.
- Nabonidus (Nabonadíos) : 555–539 av. J.-C.

## Rois de Perse, 538–332av. J.-C.
- Cyrus : 538–530 av. J.-C.
- Cambyse : 529–522 av. J.-C.
- Darius Ier : 521–486 av. J.-C.
- Xerxès Ier : 485–465 av. J.-C.
- Artaxerxès Ier : 464–424 av. J.-C.
- Darius II : 423–405 av. J.-C.
- Artaxerxès II : 404–359 av. J.-C.
- Artaxerxès III (Ochus) : 358–338 av. J.-C.
- Arsès (Arogus) : 337–336 av. J.-C.
- Darius III : 335–332 av. J.-C.

## Rois de Macédoine, 331–305av. J.-C.
- Alexandre le Grand : 331–324 av. J.-C.
- Philippe III de Macédoine : 323–317 av. J.-C.
- Alexandre IV de Macédoine : 316–305 av. J.-C.

## Dynastie des Lagides d'Égypte, 304–30av. J.-C.
- Ptolemée Ier Soter (Ptolémée, fils de Lagos) : 304–285 av. J.-C.
- Ptolémée II Philadelphe : 284–247 av. J.-C.
- Ptolémée III Évergète : 246–222 av. J.-C.
- Ptolémée IV Philopator : 221–205 av. J.-C.
- Ptolémée V Épiphane : 204–181 av. J.-C.
- Ptolémée VI Philométor : 180–146 av. J.-C.
- Ptolémée VIII Évergète II Tryphon : 145–117 av. J.-C.
- Ptolémée IX Soter II : 116–81 av. J.-C.
- Ptolémée XII Aulète : 80–52 av. J.-C.
- Cléopâtre VII Thea Philopator : 51–30 av. J.-C.

## Empereurs romains, 29av. J.-C.– 160 ap. JC
- Auguste : 29 av. J.-C. – 14 ap. JC
- Tibère : 15 – 36
- Caligula : 37 – 40
- Claude : 41 – 54
- Néron : 55–68
- Vespasien : 69–78
- Titus : 79–81
- Domitien : 82–96
- Nerva : 97
- Trajan : 98–116
- Hadrien : 117–137
- Antonin le Pieux : 138–160